# Amaya
Amaya是一套由W3C及INRIA所製作的自由及開放原始碼網頁瀏覽器及網頁製作軟體。它是Grif這套所見即所得的SGML編輯器及SymposiaHTML編輯器的後代。
Amaya最初的設計成一套HTML及CSS編輯器，但它後來擴展成支持XML相容規格的編輯器，如XHTML，MathML及SVG。它可以顯示開放圖像格式如PNG，SVG及SVG動畫。它被廣泛用於新網頁技術試驗台，以測試那些未能於主流瀏覽器上運行的技術。

## 外部連結
- 官方网站
- GitHub上的Amaya頁面